# Between the Buried and Me
Between the Buried and Me é uma banda de metal progressivo originários de Raleigh, North Carolina. O nome da banda foi retirado da canção "Ghost Train", da banda Counting Crows ("Took the cannonball down to the ocean/Across the desert from the sea to shining sea/I rode a ladder that climbed across the nation/Fifty million feet of earth between the buried and me"). O baixista Dan Briggs e o guitarrista Paul Waggoner são straight-edges e alguns membros da banda são veganos.

## História
A banda foi formanda em 2000 na cidade americana de Winston-Salem, estado da Carolina do Norte, pelo vocalista Tommy Rogers (From Here On, Undying, Prayer For Cleansing), pelos guitarristas Paul Waggoner (Prayer For Cleansing) e Nick Fletcher (Azazel), o baixista Jason King (Azazel) e o baterista Will Goodyear (Voids, Prayer For Cleansing).
Após assinarem com a gravadora Lifeforce Records, lançam seu primeiro álbum auto-intitulado em 2002. O primeiro registro foi depois relançado pela Victory Records, de Chicago, também responsável por lançar o segundo trabalho do grupo, The Silent Circus, em 2003. Mudanças na formação trouxeram para a banda Dusty Waring (guitarra), Dan Briggs (baixo) e Blake Richardson (bateria), que gravaram com o produtor Jamie King o terceiro disco da banda, Alaska, lançado em 6 de setembro de 2005. Seguiu-se apresentações ao lado das bandas Dillinger Escape Plan, Every Time I Die, Bleeding Through, e Haste the Day.
Em 2006 o Between the Buried and Me lançou The Anatomy Of, álbum de covers das bandas que influenciaram o grupo, como Metallica, Queen, King Crimson e Sepultura. Colors foi o quinto álbum de estúdio, lançado em setembro de 2007, sendo o primeiro a entrar nas paradas da Billboard, ocupando a posição de número 57. Colors também figurou entre os melhores discos do ano por diversas publicações dedicadas ao metal, bem como entrou na lista dos 10 melhores álbuns de metal progressivo de todos os tempos pelo site About.com.
Em 2008 a banda fez parte da turnê Progressive Nation, evento idealizado pelo baterista do Dream Theater, Mike Portnoy, junto das bandas Opeth e 3, onde se apresentaram no México, Estados Unidos, Canadá e Porto Rico, entre os meses de maio e junho.
Em 2016, o vocalista Tommy Rogers foi escalado para participar do novo álbum do Ayreon, The Source.
Em 2018 é lançado Automata, álbum dividido em dois discos, com a primeira parte sendo lançada em 9 de março, e a segunda parte em 13 de julho do mesmo ano.
Em 2021, o álbum deles Colors II foi eleito pela PopMatters como o melhor álbum de rock/metal progressivo de 2021. Numa lista similar, a revista Metal Hammer o colocou na 5.ª posição. A Loudwire o elegeu o 18º melhor álbum de rock/metal de 2021 e elegeu também a faixa "Fix the Error" como a 21ª melhor música de metal de 2021.

## Integrantes
- Tommy Rogers - Vocal/Teclado
- Paul Waggoner - Guitarrista
- Dusty Waring - Guitarrista
- Dan Briggs - Baixo
- Blake Richardson - Bateria/Percussão

## Discografia
| Álbuns de estúdio - Between the Buried and Me (2002) - The Silent Circus (2003) - Alaska (2005) - The Anatomy Of (2006) - Colors (2007) - The Great Misdirect (2009) - The Parallax II: Future Sequence (2012) - Coma Ecliptic (2015) - Automata I (2018) - Automata II (2018) - Colors II (2021) - The Blue Nowhere (2025) | EP - The Parallax: Hypersleep Dialogues (2011) Complilação - Best Of (2011) Álbuns ao vivo - Colors Live (2008) - Future Sequence: Live at the Fidelitorium (2014) - Coma Ecliptic: Live (2017) - The Great Misdirect Live (2022) |